# Олег Кузњецов
Олег Владимирович Кузњецов (укр. Олег Володимирович Кузнєцов, рус. Олег Владимирович Кузнецов; 22. март 1963) бивши је совјетски и украјински фудбалер.
Играо је за репрезентације СССР, Заједницу независних држава и Украјину. За репрезентацију СССР-а наступио је у 58 утакмица (један гол), пет пута за ЗНД након распада Совјетског Савеза и три пута за Украјину. Био је члан тима који је учествовао на Светском првенству 1986. у Мексику и 1990. у Италији. Године 1988. био је члан тима који је освојио сребрну медаљу на Европском првенству одржаном у Западној Немачкој. Постигао је један гол за СССР 9. септембра 1990. у победи од 2:0 против Норвешке у квалификацијама за Европско првенство 1992. на Централном стадиону Лењин у Москви; касније је играо за Заједницу независних држава на Европском првенству 1992. у Шведској.

## Успеси
Динамо Кијев
- Првенство СССР: 1985, 1986, 1990.
- Куп Совјетског Савеза: 1985, 1987, 1990.
- Куп победника купова: 1986.

Глазгов Ренџерс
- Првенство Шкотске: 1990/91, 1991/92, 1992/93, 1993/94.
- Лига куп Шкотске: 1990/91, 1992/93, 1993/94.
- Куп Шкотске: 1991/92.

СССР
- Сребрна медаља Европско првенство 1988. у Западној Немачкој